# نوش کاذب
نوش کاذب (نام علمی: Thujopsis dolabrata) نام یک گونه از تیره سرویان است.